# 白山大賞典
白山大賞典（はくさんだいしょうてん）は、金沢競馬場で施行される地方競馬の重賞競走（ダートグレード競走、JpnIII）である。農林水産省が賞を提供しているため、正式名称は農林水産大臣賞典 白山大賞典と表記される。競走名は金沢競馬場のある石川県と岐阜県に跨ってそびえる白山に由来。
副賞は、農林水産大臣賞、石川県知事賞、日本中央競馬会理事長賞、日本馬主協会連合会長奨励賞、日本地方競馬馬主振興協会会長賞、地方競馬全国協会理事長賞、NAR生産牧場賞、全国公営競馬主催者協議会会長賞、（一社）石川県馬主協会長賞（2024年）

## 概要
1981年に第1回が開催され、以後金沢競馬場最大の競走として長らく親しまれている。
1997年にダートグレード競走のGIIIに認定され、2100mに距離短縮となった。本競走を前哨戦としてJBCクラシックへ向かう出走馬も多い。
1998年以降、2000年・2002年・2004年・2006年・2010年・2012年・2014年・2021年と地方競馬所属馬が2着に食い込む健闘を見せている。地元所属馬が優勝から遠ざかっているのが課題であるが、それでもダートグレードレースとしては比較的地元も含めた地方所属馬が活躍している（金沢所属馬については地元の重賞も比較的長距離が多いために、近年ダートの長距離に適性がある中央馬が転入している事も影響している）。なお、後述の理由で2007年は地元金沢所属馬が優勝した。
2003年優勝馬イングランディーレが翌年の天皇賞・春勝利、2004年優勝馬タイムパラドックスが翌月のジャパンカップダート勝利と2年連続でこのレースの勝ち馬がG1勝利馬となった。それ以後も、スマートファルコンやニホンピロアワーズといった後のGI級競走優勝馬を輩出している。

### 条件・賞金（2024年）
条件
サラブレッド系3歳以上。
- イヌワシ賞の優勝馬に優先出走権がある。

負担重量
別定。3歳51kg、4歳以上54kg、牝馬2kg減を基本に、以下の通り負担増となる。ただし2歳時の成績を除く
1. 本年9月18日以前のGI/JpnI競走1着馬は5kg増、GII/JpnII競走1着馬は3kg増、GIII/JpnIII競走1着馬は1kg増。
2. 上記重量に加え、G/Jpn競走通算3勝以上馬は1kg増、更に2勝ごとに1kg増。
3. 負担重量の上限は3歳57kg、4歳以上60kg、牝馬2kg減。

賞金額
1着3000万円、2着960万円、3着480万円、4着360万円、5着300万円、着外25万円。

### 過去の賞金額
中央競馬・地方競馬全国指定交流競走に指定された1997年以降
| 回数             | 総額賞金 （万円） | 1着賞金 （万円） | 2着賞金 （万円） | 3着賞金 （万円） | 4着賞金 （万円） | 5着賞金 （万円） |
| ---------------- | ----------------- | ---------------- | ---------------- | ---------------- | ---------------- | ---------------- |
| 第17回（1997年） | 6125              | 3500             | 1225             | 595              | 455              | 350              |
| 第18回（1998年） | 5950              | 3500             | 1225             | 542.5            | 402.5            | 280              |
| 第19回（1999年） | 5950              | 3500             | 1225             | 525              | 385              | 315              |
| 第20回（2000年） | 5950              | 3500             | 1225             | 525              | 385              | 315              |
| 第21回（2001年） | 5100              | 3000             | 1050             | 450              | 330              | 270              |
| 第22回（2002年） | 5100              | 3000             | 1050             | 450              | 330              | 270              |
| 第23回（2003年） | 5100              | 3000             | 1050             | 450              | 330              | 270              |
| 第24回（2004年） | 5100              | 3000             | 1050             | 450              | 330              | 270              |
| 第25回（2005年） | 4250              | 2500             | 875              | 375              | 275              | 225              |
| 第26回（2006年） | 4250              | 2500             | 875              | 375              | 275              | 225              |
| 第27回（2007年） | 560               | 400              | 92               | 36               | 20               | 12               |
| 第28回（2008年） | 4250              | 2500             | 875              | 375              | 275              | 225              |
| 第29回（2009年） | 4250              | 2500             | 875              | 375              | 275              | 225              |
| 第30回（2010年） | 3150              | 2100             | 483              | 252              | 189              | 126              |
| 第31回（2011年） | 4650              | 3100             | 713              | 372              | 279              | 186              |
| 第32回（2012年） | 4650              | 3100             | 713              | 372              | 279              | 186              |
| 第33回（2013年） | 4650              | 3100             | 713              | 372              | 279              | 186              |
| 第34回（2014年） | 3150              | 2100             | 483              | 252              | 189              | 126              |
| 第35回（2015年） | 3150              | 2100             | 483              | 252              | 189              | 126              |
| 第36回（2016年） | 3150              | 2100             | 483              | 252              | 189              | 126              |
| 第37回（2017年） | 3150              | 2100             | 483              | 252              | 189              | 126              |
| 第38回（2018年） | 3150              | 2100             | 483              | 252              | 189              | 126              |
| 第39回（2019年） | 3150              | 2100             | 483              | 252              | 189              | 126              |
| 第40回（2020年） | 3150              | 2100             | 483              | 252              | 189              | 126              |
| 第41回（2021年） | 3360              | 2100             | 588              | 294              | 210              | 168              |
| 第41回（2022年） | 3360              | 2100             | 588              | 294              | 210              | 168              |
| 第43回（2023年） | 4250              | 2500             | 800              | 400              | 300              | 250              |

※ここで示される総額賞金には、着外賞金は含まれていない。着外賞金は2015年が10万円、2016年 - 2019年は21万円、2020年以降は22万円

## 歴史
- 1981年 - サラブレッド系4歳（現・3歳）以上による重賞競走・白山大賞典が創設され、金沢競馬場・ダート2300mで施行。
- 1982年 - 施行距離をダート2600mに変更。
- 1997年
  - 中央競馬・地方競馬全国交流競走に指定。
  - ダート競走格付け委員会によりGIII（統一GIII）に格付け。
  - 施行距離をダート2100mに変更。
- 2003年 - 出走条件を「サラブレッド系3歳以上10歳以下」から「サラブレッド系3歳以上」に変更。
- 2007年 - 10月9日に予定されていたが、馬インフルエンザの影響でダートグレード競走としては実施せず、金沢競馬所属馬限定戦として行われた。優勝賞金も2500万円から400万円に減額となった。
- 2008年 - 国際セリ名簿基準委員会（ICSC）の勧告に伴う重賞の格付け表記の変更により、統一グレード表記をJpnIIIに変更。
- 2023年 - 優勝賞金が2500万円に増額。

### 歴代優勝馬
| 回数   | 施行日         | 距離  | 優勝馬             | 性齢 | 所属 | タイム  | 優勝騎手 | 管理調教師 | 馬主                                 |
| ------ | -------------- | ----- | ------------------ | ---- | ---- | ------- | -------- | ---------- | ------------------------------------ |
| 第1回  | 1981年09月27日 | 2300m | スメラギウイン     | 牡5  | 金沢 | 2:27.2  | 東方高行 | 藤木一男   |                                      |
| 第2回  | 1982年09月26日 | 2600m | スパニツシユボール | 牡5  | 金沢 | 2:54.0  | 大瀬戸豊 | 藤木一男   |                                      |
| 第3回  | 1983年09月25日 | 2600m | ローラーキング     | 牡6  | 金沢 | R2:50.7 | 平床良博 | 中川一男   | 中村和夫                             |
| 第4回  | 1984年09月23日 | 2600m | サクラハイデン     | 牡7  | 金沢 | 2:53.7  | 寺田茂   | 藤木一男   | 稗田達雄                             |
| 第5回  | 1985年09月22日 | 2600m | オサイチミカド     | 牡6  | 金沢 | 2:53.1  | 吉井敏雄 | 喜多壽     | 野出長一                             |
| 第6回  | 1986年09月28日 | 2600m | オサイチミカド     | 牡7  | 金沢 | 2:56.0  | 吉井敏雄 | 喜多壽     | 野出長一                             |
| 第7回  | 1987年09月27日 | 2600m | ワカオライデン     | 牡7  | 金沢 | 2:56.4  | 吉井敏雄 | 桑野進     | 小塚美近                             |
| 第8回  | 1988年09月25日 | 2600m | チカラキング       | 牡4  | 金沢 | 2:55.0  | 大瀬戸豊 | 勝田穂     | 小坂宏明                             |
| 第9回  | 1989年09月24日 | 2600m | シナノジヨージ     | 牡7  | 金沢 | 2:53.3  | 桑野等   | 桑野進     | 木村龍彦                             |
| 第10回 | 1990年09月23日 | 2600m | リワードパンサー   | 牡8  | 金沢 | 2:53.8  | 吉井敏雄 | 吉井一良   | 宮崎忠比古                           |
| 第11回 | 1991年09月22日 | 2600m | カミノムサシ       | 牡7  | 金沢 | 2:54.5  | 渡辺壮   | 伊東昭二   | 山口讓治                             |
| 第12回 | 1992年09月27日 | 2600m | サリュウスキー     | 牡5  | 金沢 | 2:54.1  | 渡辺壮   | 勝田穂     | 山田重夫                             |
| 第13回 | 1993年09月26日 | 2600m | サンパワーホーラー | 牡6  | 金沢 | 2:56.4  | 渡辺壮   | 桑野進     | 村木峰子                             |
| 第14回 | 1994年09月25日 | 2600m | キタシバスペイン   | 牡8  | 金沢 | 2:55.7  | 桑野等   | 鷹尾雄治   | 大井山榮治                           |
| 第15回 | 1995年10月01日 | 2600m | ミスタールドルフ   | 牡6  | 金沢 | 2:55.2  | 安部竜司 | 田嶋進     | 杉本久義                             |
| 第16回 | 1996年10月20日 | 2600m | ハヤテサカエオー   | 牡7  | 金沢 | 2:53.0  | 渡辺壮   | 寺田茂     | 畑中政雄                             |
| 第17回 | 1997年10月10日 | 2100m | キョウトシチー     | 牡6  | JRA  | 2:15.7  | 松永幹夫 | 中尾謙太郎 | （株）友駿ホースクラブ               |
| 第18回 | 1998年10月10日 | 2100m | キョウトシチー     | 牡7  | JRA  | 2:16.9  | 松永幹夫 | 中尾謙太郎 | （株）友駿ホースクラブ               |
| 第19回 | 1999年10月11日 | 2100m | マチカネワラウカド | 牡5  | JRA  | R2:12.9 | 石橋守   | 高橋隆     | 細川益男                             |
| 第20回 | 2000年10月09日 | 2100m | タマモストロング   | 牡5  | JRA  | 2:14.2  | 小池隆生 | 川村禎彦   | タマモ（株）                         |
| 第21回 | 2001年10月08日 | 2100m | ミラクルオペラ     | 牡4  | JRA  | 2:13.6  | 幸英明   | 領家政蔵   | 西森鶴                               |
| 第22回 | 2002年10月14日 | 2100m | スナークレイアース | 牡7  | JRA  | 2:14.5  | 和田竜二 | 川村禎彦   | 杉本仙次郎                           |
| 第23回 | 2003年10月14日 | 2100m | イングランディーレ | 牡4  | JRA  | 2:14.6  | 安藤勝己 | 清水美波   | 吉田千津                             |
| 第24回 | 2004年10月12日 | 2100m | タイムパラドックス | 牡6  | JRA  | 2:14.4  | 横山典弘 | 松田博資   | （有）社台レースホース               |
| 第25回 | 2005年10月04日 | 2100m | グラッブユアハート | 牝5  | JRA  | 2:16.5  | 安藤勝己 | 畠山吉宏   | 吉田和子                             |
| 第26回 | 2006年10月10日 | 2100m | レマーズガール     | 牝6  | JRA  | 2:15.9  | 岩田康誠 | 湯浅三郎   | 平井豊光                             |
| 第27回 | 2007年10月09日 | 2100m | ビッグドン         | 牡7  | 金沢 | 2:16.3  | 加藤和義 | 加藤和宏   | 服部康夫                             |
| 第28回 | 2008年10月07日 | 2100m | スマートファルコン | 牡3  | JRA  | 2:14.1  | 岩田康誠 | 小崎憲     | 大川徹                               |
| 第29回 | 2009年10月06日 | 2100m | アドマイヤスバル   | 牡6  | JRA  | 2:13.5  | 勝浦正樹 | 中尾秀正   | 近藤利一                             |
| 第30回 | 2010年10月05日 | 2100m | パワーストラグル   | 牡4  | JRA  | 2:13.1  | 後藤浩輝 | 加藤征弘   | （株）グリーンファーム               |
| 第31回 | 2011年10月04日 | 2100m | シビルウォー       | 牡6  | JRA  | 2:14.3  | 吉田豊   | 戸田博文   | （有）社台レースホース               |
| 第32回 | 2012年10月02日 | 2100m | ニホンピロアワーズ | 牡5  | JRA  | 2:12.9  | 酒井学   | 大橋勇樹   | 小林百太郎                           |
| 第33回 | 2013年10月08日 | 2100m | エーシンモアオバー | 牡7  | JRA  | 2:13.6  | 岩田康誠 | 沖芳夫     | （株）栄進堂                         |
| 第34回 | 2014年10月07日 | 2100m | エーシンモアオバー | 牡8  | JRA  | R2:12.5 | 岩田康誠 | 沖芳夫     | （株）栄進堂                         |
| 第35回 | 2015年10月06日 | 2100m | マイネルバイカ     | 牡6  | JRA  | 2:14.9  | 柴田大知 | 西村真幸   | （株）サラブレッドクラブ・ラフィアン |
| 第36回 | 2016年10月04日 | 2100m | ケイティブレイブ   | 牡3  | JRA  | 2:15.1  | 武豊     | 目野哲也   | 瀧本和義                             |
| 第37回 | 2017年10月03日 | 2100m | インカンテーション | 牡7  | JRA  | 2:13.6  | 岩田康誠 | 羽月友彦   | （有）ターフ・スポート               |
| 第38回 | 2018年10月02日 | 2100m | グリム             | 牡3  | JRA  | R2:11.4 | 内田博幸 | 野中賢二   | （株）カナヤマホールディングス       |
| 第39回 | 2019年10月01日 | 2100m | グリム             | 牡4  | JRA  | 2:15.9  | 浜中俊   | 野中賢二   | （株）カナヤマホールディングス       |
| 第40回 | 2020年09月29日 | 2100m | マスターフェンサー | 牡4  | JRA  | 2:13.6  | 川田将雅 | 角田晃一   | （株）吉澤ホールディングス           |
| 第41回 | 2021年09月22日 | 2100m | メイショウカズサ   | 牡4  | JRA  | R2:10.3 | 川田将雅 | 安達昭夫   | 松本好雄                             |
| 第42回 | 2022年10月04日 | 2100m | ケイアイパープル   | 牡6  | JRA  | 2:13.1  | 藤岡康太 | 村山明     | （株）ケイアイスタリオン             |
| 第43回 | 2023年09月26日 | 2100m | ウィルソンテソーロ | 牡4  | JRA  | 2:11.0  | 川田将雅 | 小手川準   | 了徳寺健二ホールディングス（株）     |
| 第44回 | 2024年09月23日 | 2100m | ディクテオン       | 騸6  | JRA  | 2:11.1  | 横山和生 | 吉岡辰弥   | （株）G1レーシング                   |

- 優勝馬の馬齢は2000年以前は旧表記、2001年以降は現表記を用いる。
- Rはコースレコードを示す。

### 各回競走結果の出典
- 白山大賞典 歴代優勝馬 - 地方競馬全国協会
- 1982年 - 『優駿』1982年12月号、日本中央競馬会、124頁
- 1983年 - 『優駿』1983年12月号、日本中央競馬会、143頁
- 1984年 - 『優駿』1984年12月号、日本中央競馬会、151頁
- 1985年 - 『優駿』1985年12月号、日本中央競馬会、159頁
- 1986年以後
  - JBISサーチ
    - 1986年，1987年，1988年，1989年，1990年，1991年，1992年，1993年，1994年，1995年，1996年，1997年，1998年，1999年，2000年，2001年，2002年，2003年，2004年，2005年，2006年，2007年，2008年，2009年，2010年，2011年，2012年，2013年，2014年，2015年，2016年，2017年，2018年，2019年，2020年，2021年，2022年，2023年